# Karen Silkwood

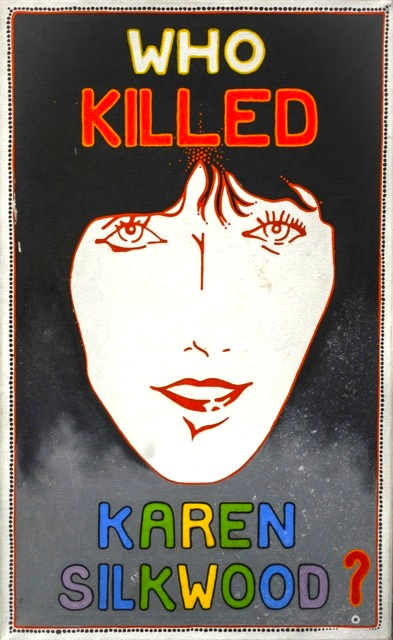
Karen Silkwood

Karen Gay Silkwood (* 19. Februar 1946 in Longview, Texas; † 13. November 1974 auf der Route 74, Oklahoma) war eine Gewerkschaftsaktivistin, die eine wichtige Rolle bei der Aufdeckung eines Skandals in der US-Nuklearindustrie spielte.
Die gelernte Chemietechnikerin arbeitete in der Kerr-McGee-Plutonium-Aufbereitungsanlage in der Nähe von Crescent, Oklahoma. Sie beobachtete, dass der Konzern Kerr-McGee die gesetzlichen Sicherheitsbestimmungen verletzte und seine Angestellten schweren gesundheitlichen Risiken durch Kontamination mit radioaktivem Material aussetzte. Hinzu kam, dass das Unternehmen mehrfach fehlerhafte Brennelemente auslieferte, deren Einsatz den sicheren Betrieb von Reaktoren gefährdete. Verantwortliche im Unternehmen manipulierten Unterlagen, um die mangelhafte Qualität der Elemente zu kaschieren. Bei ihr selbst wurde eine erhöhte Belastung mit Plutonium festgestellt.
Karen Silkwood stellte eine Reihe von belastenden Dokumenten zusammen, mit deren Hilfe sie die skandalösen Zustände aufdecken wollte. Sie nahm Kontakt zu Reportern der New York Times und Verantwortlichen ihrer Gewerkschaft, der Oil, Chemical and Atomic Workers Union (OCAW) auf. Auf dem Weg zu einem Treffen in Oklahoma City, bei dem sie die belastenden Unterlagen übergeben wollte, kam sie am 13. November 1974 bei einem Verkehrsunfall in ihrem Honda Civic ums Leben. Der offizielle Polizeibericht schrieb diesen Unfall ihrer Übermüdung zu. Jedoch gab es Vermutungen, die von einem Attentat ausgingen, um sie wegen ihrer skandalträchtigen Whistleblower-Aussagen über die gefährlichen Arbeitsbedingungen in der Nuklearfabrik zum Schweigen zu bringen. Diese Spekulationen konnten jedoch nie bewiesen werden. Ihr Tod löste landesweites Medienaufsehen aus und führte zu umfangreichen Untersuchungen. 1975 entschied sich die Atomic Energy Commission, das Werk komplett zu schließen.
Karens Vater, Bill Silkwood, erstritt in einem Prozess gegen Kerr-McGee, der sich bis 1986 hinzog, eine Entschädigung in Höhe von 1,3 Millionen US-Dollar. Bill Silkwood ließ sich im Prozess durch den in den USA sehr bekannten und angesehenen Rechtsanwalt Gerry Spence vertreten, welcher sowohl als Verteidiger als auch Ankläger zwischen 1969 und seinem Rücktritt 2014 keinen Prozess verlor.
Das Unternehmen bestritt jede Verantwortung für den Tod Karen Silkwoods. Kerr-McGee stieg später aus dem Nukleargeschäft aus und war dann hauptsächlich in der Öl- und Gasförderung tätig. 2006 wurde das Unternehmen von Anadarko Petroleum übernommen und aufgelöst. Anadarko wurde 2014 gerichtlich zur Schadensregulierung aus dem Uranbergbau verpflichtet.
Silkwoods Geschichte wurde 1983 im Spielfilmdrama Silkwood mit Meryl Streep in der Hauptrolle verfilmt.